# آپاتیت
آپاتیت (Apatite) از گروه کانی‌های فسفاتی، معمولاً با نام‌های هیدروکسی‌آپاتیت، فلئورآپاتیت، کلرآپاتیت و برم‌آپاتیت به‌ترتیب به دلیل تمرکز یون‌های -OH و -Cl و -F و -Br در بلور آن. فرمول شیمیایی تک تک این کانی‌ها عبارت است از:
- Ca۱۰(PO۴)۶(OH)۲
- Ca۱۰(PO۴)۶(F)۲
- Ca۱۰(PO۴)۶(Cl)۲
- [۲]Ca۱۰(PO۴)۶(Br)۲

این کانی را می‌توان به فراوانی در: آلمان، چک‌واسلواکی، پرتغال، نروژ، سوئیس، مکزیک، سوئد و آفریقای جنوبی پیدا کرد. ترد است و برای تشخیص آن از کانی‌های مشابه باید به تفاوت در سختی، چگالی، محلول بودن در اسیدها توجه کرد.

برای سایر مشخصات آن می‌توان گفت که: لومینسانس آبی سبز، نارنجی، قرمز تا آبی تیره نشان می‌دهد؛ و در تهیه انرژی‌های مصنوعی، غیر صنعتی نیز کاربرد فراوان دارد.

## کاربرد و فواید

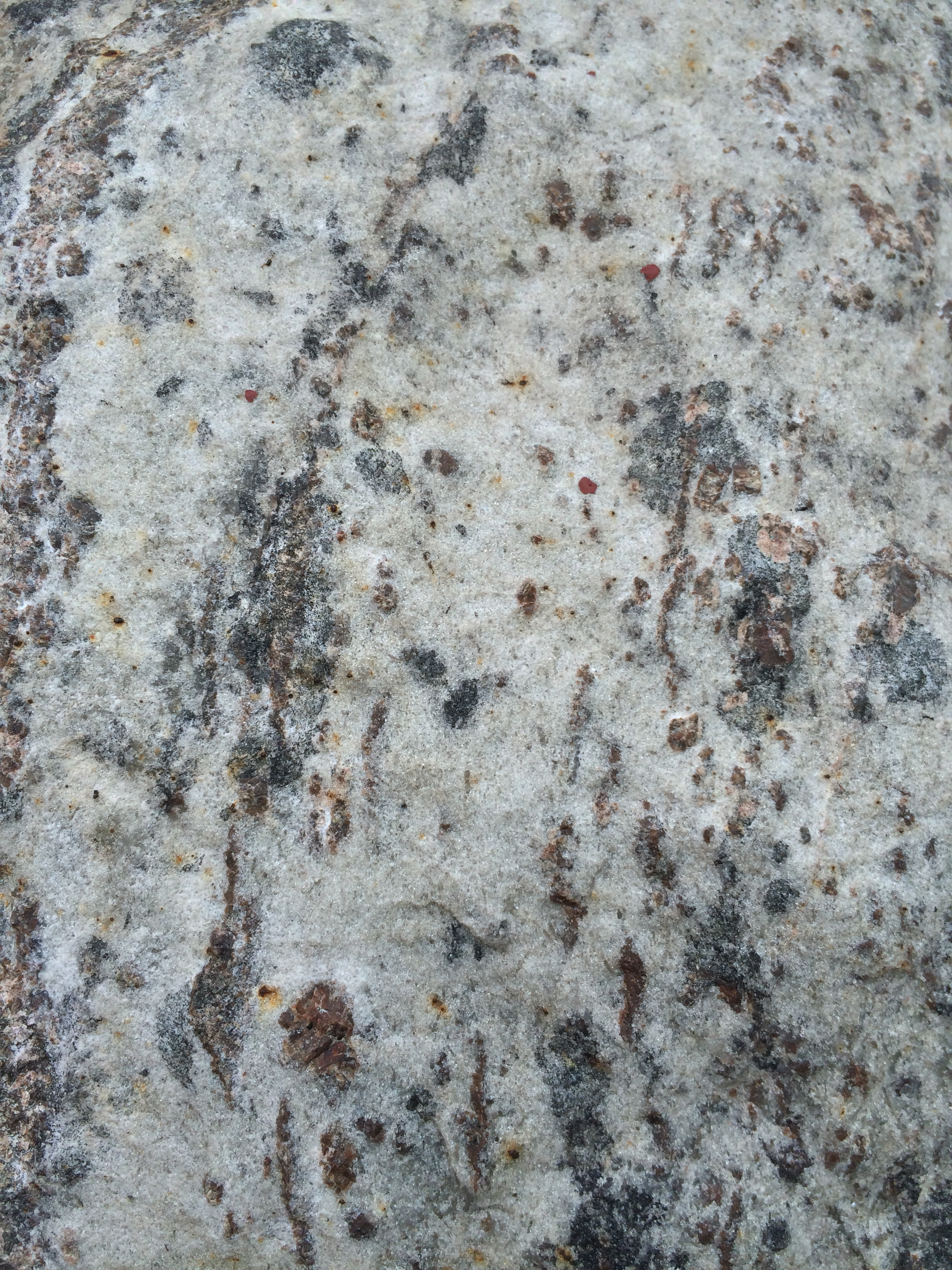
زمین های حاوی کانی های آپاتیت (Apatite)

اولین استفاده‌ای که از آپاتیت می‌توان کرد در تولید کود شیمیایی است زیرا منبع فسفر است. در بعضی موارد از آن به عنوان سنگ جواهر استفاده می‌کنند. گونه‌های سبز و آبی آن در اشکال ظریفی که قدرت پوشش بسیار عالی دارند تقسیم‌بندی می‌شوند.
در طول واکنش آپاتیت با اسید سولفریک که منجر به تولید اسید فسفریک می‌شود، هیدروژن فلورید به عنوان محصول جانبی از همه انواع فلوئوروپاتیت‌ها به دست می‌آید. این محصول فرعی یک منبع صنعتی جزئی از اسید هیدروفلوریک است.
کلروفلوئورو آپاتیت در حال حاضر تشکیل دهندهٔ اساسی لوله‌های فلوئورسنتی هستند. عناصر ناخالص سازها از منگنز و آنتیموان است، در کمتر از یک مول درصد، در محل کلسیم و فسفر، فلورسانس را انتقال می‌دهند، و نسبت فلوئور به کلر را تنظیم می‌کند که به تنظیم سایه‌ای از رنگ سفید منجر می‌شود. در حال حاضر تقریباً به‌طور کامل توسط سیستم سه فسفر جایگزین شده است.
در ایالات متحده، آپاتیت به عنوان کود و مکمل تغذیه بسیاری از محصولات کشاورزی مورد استفاده قرار می‌گیرد که با فراهم کردن یک منبع ارزشمند فسفات فواید بسیاری دارد.
آپاتیت همراه با فسفات‌های دیگر نیز یک ماده میزبان پیشنهادی برای ذخیره‌سازی ضایعات هسته‌ای می‌تواند باشد.

### گوهرشناسی
از آپاتیت به ندرت به عنوان سنگ جواهری استفاده می‌کنند. سنگ‌هایی که دارای رنگ شفاف و روشن هستند و در تکه‌هایی دارای رنگ و درخشندگی متغیر هستند ارزش گوهری دارند. سنگ‌های سبز شفاف به عنوان سنگ مارچوبه، و سنگ‌های آبی رنگ به نام ماروکسیت شناخته شده‌اند. اگر بلورهای روتیل در نور مناسب در کریستال آپاتیت رشد کند نشان دهندهٔ اثر چشم گربه هستند. منابع عمده جواهری آپاتیت در برزیل، برمه و مکزیک هستند، و منابع دیگر شامل کانادا، جمهوری چک، آلمان، هند، ماداگاسکار، موزامبیک، نروژ، آفریقای جنوبی، اسپانیا، سریلانکا می‌شوند.

### استفاده به عنوان یک ماده معدنی سنگ
آپاتیت گاهی حاوی مقادیر قابل توجهی از عناصر خاکی کمیاب است و می‌تواند به عنوان یک سنگ برای آن دسته از فلزات استفاده می‌شود. این است که سنگ معدن خاکی کمیاب محلی، به عنوان آپاتیت غیر رادیواکتیو است که خطری زیست‌محیطی در باطل‌های معدنی به حساب نمی‌آید. با این حال برخی از آپاتیت‌ها در فلوریدا مورد استفاده کشاورزی برای تولید فسفات قرار می‌گیرند که حاوی اورانیوم، رادیوم و رادون هستند.
آپاتیت سنگ معدنی در پروژه دریاچه خاکی Hoidas کمیاب است.
تیپ‌های کانساری شناخته شده آن به این صورت هستند:
۱-ماگمایی
۲-کربناته (ماگمایی و متاسوتیک)
۳-پگماتیت
۴-دگرگونی مجاورتی
۵-هیدروترمال
۶-اتش فشانی، رسوبی
۷-دگرگونی

### علم قمری
سنگ ماهی که توسط فضانوردان در طی برنامه آپولو جمع‌آوری شد شامل آثار آپاتیت بود. تجزیه و تحلیل این نمونه‌ها در سال ۲۰۱۰ نشان داد آب به دام افتاده در معدن به عنوان هیروکسیل، منجر به برآورد آب موجود در سطح ماه شد که نشان دهندهٔ ۶۴ بخش در هر یک میلیارد است، ۱۰۰ برابر بیشتر از برآورد قبلی و در بیشترین حالت ۵ قسمت در هر میلیون برآورد شده بود. اگر حداقل مقدار آب معدنی گیرافتاده به‌طور فرضی به مایع تبدیل شود قادر خواهد بود که سطح ماه را تا ارتفاع یک متر با آب بپوشاند.